# Kotlina Oświęcimska
Kotlina Oświęcimska, česky lze přeložit jako Osvětimská pánev nebo Osvětimská kotlina, je makroregion a kotlina ve Slezském vojvodství a Malopolském vojvodství v jižním Polsku. Kotlina je hustě zalidněná a vyznačuje se relativně teplým podnebím.

## Geografie, geologie a vodstvo
Kotlina Oświęcimska (polské geografické značení 512.2) je součástí geomorfologické oblasti Severní Vněkarpatské sníženiny (Podkarpacie Północne). Nachází se v povodí horní Visly a na severu hraničí s vysočinou Wyżyna Śląsko-Krakowska a na západě hraničí s Ostravskou pánví a na východě tvoří hranici Krakovská brána (Brama Karakowska). Dělí se na:
- Równina Pszczyńska (polské geografické značení 512.21)
- Dolina Górnej Wisły (polské geografické značení 512.22)
- Podgórze Wilamowickie (polské geografické značení 512.23)

Hlavním vodním tokem kotliny je veletok Visla patřící do úmoří Baltského moře. Další významné řeky jsou Biała (Bělá), Soła, Skawa, Przemsza (Přemše), Gostynia a Pszczynka, které patří do povodí Visly.

## Sídla
Největšími městy jsou Oświęcim (Osvětim), Pszczyna, Czechowice-Dziedzice (Čechovice-Dědice), Brzeszcze, Zator a Tychy.

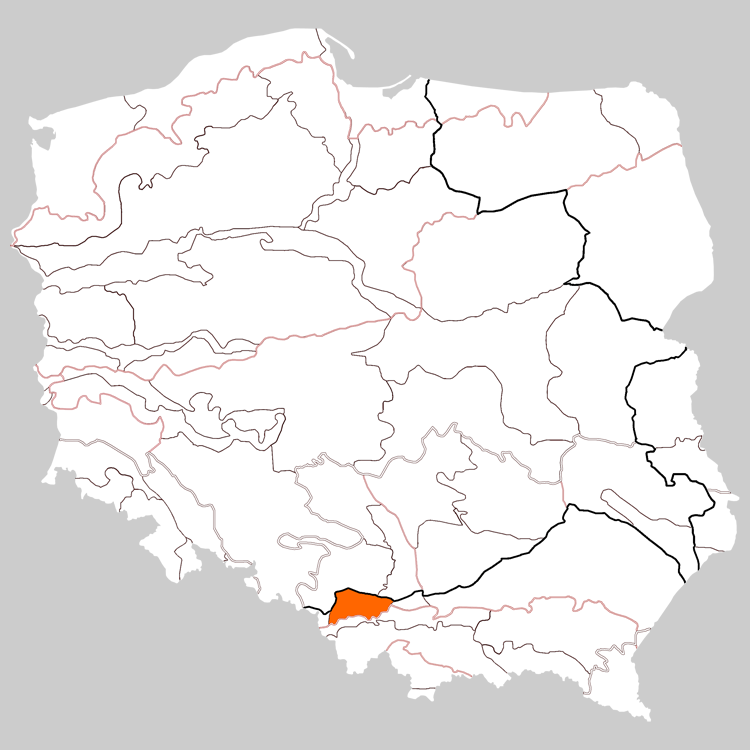
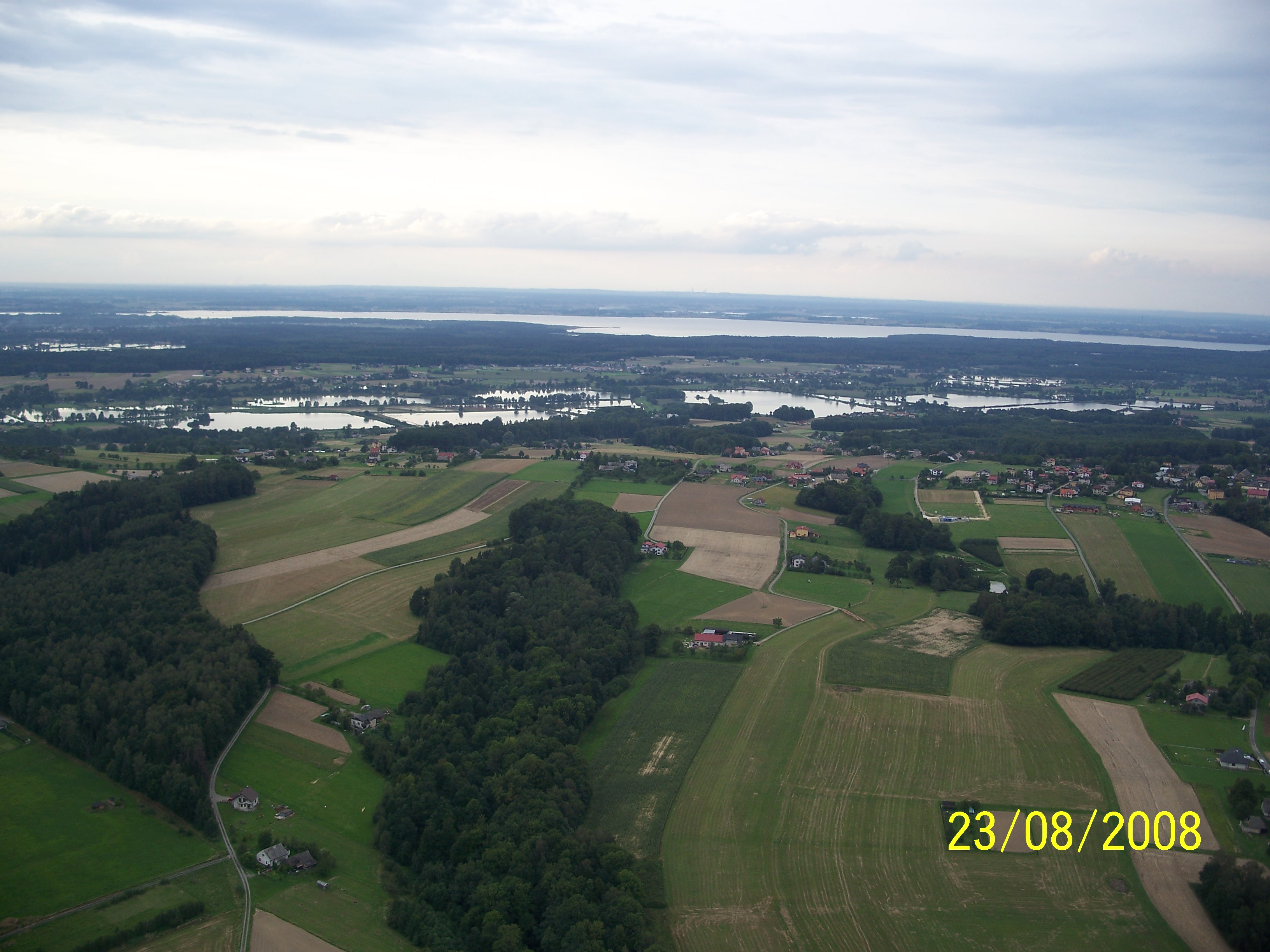
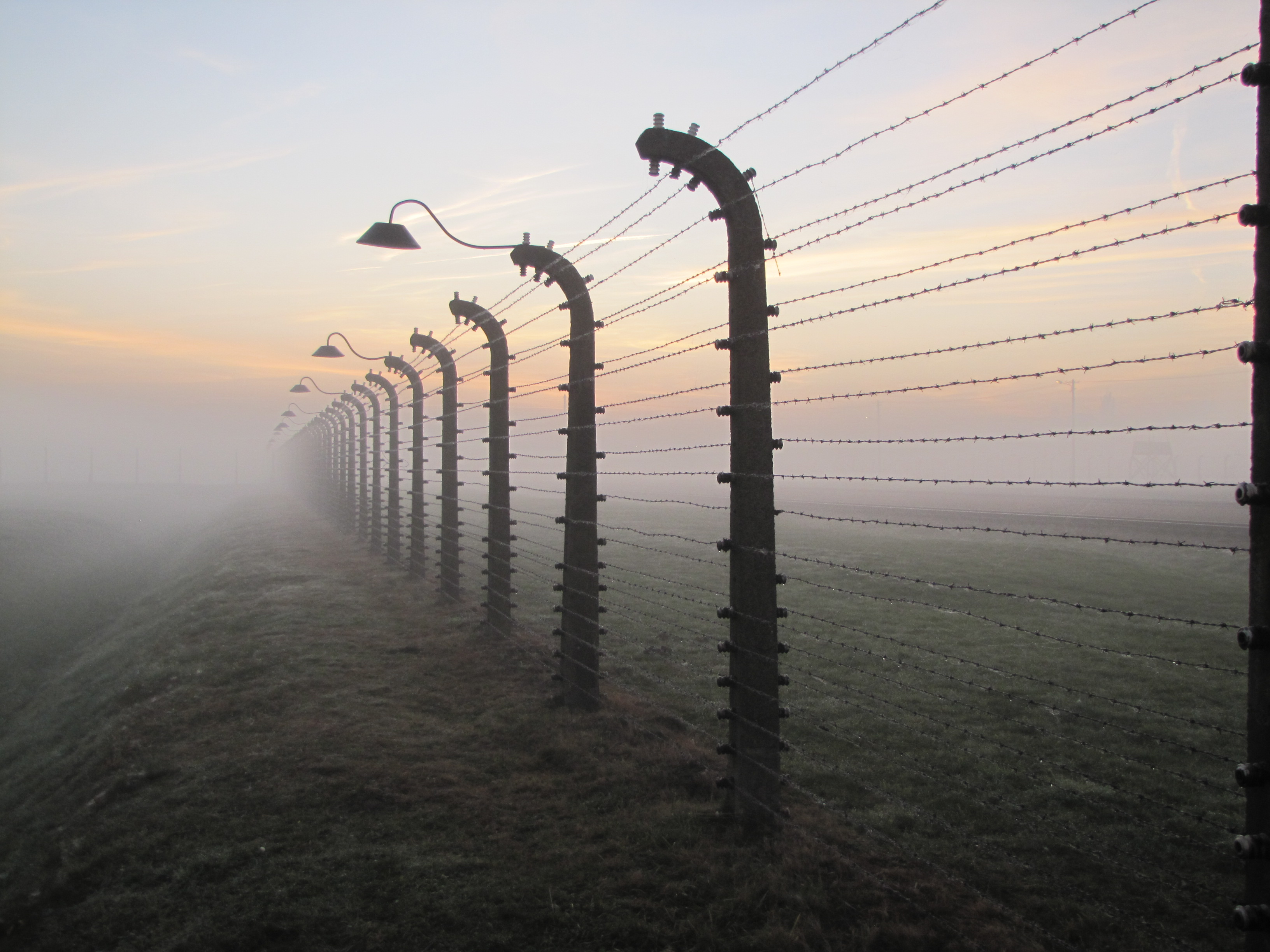